# Marko Johansson
Pour les articles homonymes, voir Johansson.
Marko Johansson, né le 25 août 1998 à Malmö en Suède, est un footballeur suédois qui évolue au poste de gardien de but.

## Biographie

### En club
Né à Malmö en Suède, Marko Johansson est formé par le club de sa ville natale, le Malmö FF. Il joue son premier match en professionnel lors d'une rencontre de Ligue des champions le 21 juillet 2015 face au FK Žalgiris Vilnius, à seulement 16 ans. Il remplace Zlatan Azinović (en) sorti sur blessure ce jour-là et garde sa cage inviolée, alors que Malmö s'impose (0-1). Avec cette apparition il devient le plus jeune gardien de but à jouer un match dans la compétition, à 16 ans et 330 jours.
Afin de gagner en temps de jeu Marko Johansson est prêté pour la saison 2017 au Trelleborgs FF, club évoluant alors dans la Superettan. Il s'y impose comme un titulaire et participe à la montée du club en première division.
Il est à nouveau prêté au Trelleborgs FF pour une saison, ce qui lui permet de réaliser ses débuts dans l'Allsvenskan, l'élite du football suédois lors de la saison 2018. Il joue son premier match dans la compétition dès la première journée, le 1er avril 2018 face à l'IFK Göteborg. Johansson est titularisé et son équipe s'incline par trois buts à un.
En 2019, Johansson est à nouveau prêté, cette fois au GAIS, club évoluant alors dans la Superettan.
Après son retour de prêt il s'impose comme un titulaire à Malmö et devient champion de Suède en 2020,.
Le 11 août 2021, Marko Johansson rejoint le Hambourg SV.
Le 1er septembre 2022, Marko Johansson est prêté pour une saison au VfL Bochum, avec option d'achat.

### En sélection
Marko Johansson joue son premier match avec l'équipe de Suède espoirs le 11 juin 2019, lors d'un match amical face à la Finlande. Il est titularisé et les Suédois remportent la partie sur le score de trois buts à deux.

## Palmarès
Malmö FF
- Championnat de Suède (1) :
  - Champion : 2020.